# 庫察別爾江卡河
庫察別爾江卡河（烏克蘭語：Куца Бердянка）是位於烏克蘭東南部扎波羅熱州的河流。該河源於新特羅伊茨凱以東，最終在亞速斯凱注入亞速海，河道全長28.8公里，流域面積146.9平方公里。